# Central Fidelity Banks International 1982
Central Fidelity Banks International 1982 - жіночий тенісний турнір, що проходив на закритих кортах з килимовим покриттям Robins Center у Ричмонді (США). Належав до турнірів 4-ї категорії Toyota Series в рамках Туру WTA 1982. Турнір відбувся вчетверте і тривав з 6 до 12 грудня 1982 року. Друга сіяна Венді Тернбулл здобула титул в одиночному розряді й отримала за це 23 тис. доларів США.

## Фінальна частина

### Одиночний розряд
Венді Тернбулл —  Трейсі Остін 6–7(3–7), 6–4, 6–2
- Для Тернбулл це був 2-й титул в одиночному розряді за рік і 9-й — за кар'єру.

### Парний розряд
Розмарі Казалс /  Кенді Рейнолдс —  Дженніфер Расселл /  Вірджинія Рузічі 6–3, 6–4

## Розподіл призових грошей
| Дисципліна       | П       | F       | ПФ     | ЧФ     | 1/8    | 1/16 |
| Одиночний розряд | $23,000 | $12,000 | $6,375 | $3,000 | $1,450 | $725 |

## Нотатки
1. ↑  Sporteze.
2. ↑  Турніри з призовим фондом для жінок принаймні 125 тис. доларів.[1]